# Xã Newton, Quận Carroll, Iowa
Xã Newton (tiếng Anh: Newton Township) là một xã thuộc quận Carroll, tiểu bang Iowa, Hoa Kỳ. Năm 2010, dân số của xã này là 468 người.